# Grit Jurack
Grit Jurack, née le 22 octobre 1977 à Leipzig (Allemagne de l'Est), est une ancienne handballeuse professionnelle allemande, évoluant au poste d'arrière droite. Elle a été un temps considérée comme l'une des meilleures joueuses du monde,.
Si elle détient le record de sélections (306) et de buts marqués (1 581) en équipe nationale d'Allemagne avec laquelle elle a remporté deux médailles de bronze aux Championnats du monde en 1997 et 2007, c'est en club qu'elle a eu le plus de succès, remportant six championnats nationaux et trois Ligues des champions

## Biographie
Pratiquant de nombreux sports dans sa jeunesse, elle choisit finalement le handball et intègre à 19 ans l'équipe nationale allemande. Le championnat du monde féminin de handball 2007 en France constitue pour la Mannschaft un objectif majeur, a fortiori depuis le titre mondial de la sélection masculine en février de la même année. L'Allemagne échoue en demi-finale face à la Norvège avant de conquérir finalement la médaille de bronze après une victoire en prolongation face à la Roumanie. Il s'agit là de la première médaille obtenue par l'équipe féminine dans une compétition internationale depuis 1997. Grit Jurack, par ailleurs capitaine de l'équipe depuis plusieurs années, a joué un rôle majeur dans l'obtention de cette médaille puisqu'elle a terminé meilleure buteuse de la compétition (85 buts marqués) et été élue meilleure arrière droite.
Elle détient depuis un match de juin 2006 face à la Suisse le record de buts en sélection allemande. Elle atteint le total incroyable de 1 500 buts à l'occasion du Championnat d'Europe 2008 disputé en Macédoine, compétition dans laquelle l'Allemagne atteint une nouvelle fois les demi-finales. Grit Jurack figure une fois encore parmi les meilleures buteuses de la compétition, dont elle est également élue meilleure arrière droite.
Avec son club de Viborg HK, elle a conquis de nombreux titres, notamment la Ligue des champions en 2006 et le titre de championne du Danemark en 2006 et 2008. Lors de la saison 2008/2009, elle termine meilleure buteuse de la saison régulière avec un total de 125 buts en 22 matches. Cette saison constitue une sorte d'apothéose pour Viborg HK qui réussit le triplé Ligue des Champions-Championnat du Danemark-Coupe du Danemark.
L'année 2010 lui apporte encore de nombreuses joies, à la fois sur le plan personnel et sur le plan sportif. En effet, quelques semaines à peine après la naissance de son fils Lukas en février, elle revient sur les terrains pour aider son club à conquérir de nouveau le titre de champion du Danemark et la Ligue des Champions.
En 2012, elle annonce la fin de sa carrière, aussi bien en club qu'en équipe nationale avec laquelle elle dispute son dernier match le 7 octobre 2012. Elle détient ainsi le record de sélections (306) et de buts marqués (1 581) en équipe d'Allemagne.

## Palmarès

### Club
Compétitions internationales
- Ligue des champions (3) : 2006, 2009, 2010
- Coupe de l'EHF (C3) (1) : 2002
- Supercoupe d'Europe (1) : 2006

Compétitions nationales
- Championnat du Danemark (4) : 2006, 2008, 2009, 2010
- Coupe du Danemark (6) : 2002, 2007, 2008, 2009, 2011, 2012
- Championnat d'Allemagne (2) : 1998, 1999
- Coupe d'Allemagne (2) : 1996, 2000

### Sélection nationale
Grit Jurack a fait ses débuts avec la sélection allemande le 23 janvier 1996 face aux États-Unis et a disputé son dernier match le 7 octobre 2012 face à la République tchèque. Ses résultats en compétitions internationales sont :
Jeux olympiques
- 6e place aux Jeux olympiques de 1996 à Atlanta,  États-Unis
- 11e place aux Jeux olympiques de 2008 à Pékin,  Chine

Championnats du monde
- médaille de bronze au Championnat du monde 1997,  Allemagne
- 7e place au Championnat du monde 1999,  Norvège et  Danemark
- 12e place au Championnat du monde 2003,  Croatie
- 6e place au Championnat du monde 2005,  Russie
- médaille de bronze au Championnat du monde 2007,  France

Championnats d'Europe
- 4e place au Championnat d'Europe 1996,  Danemark
- 9e place au Championnat d'Europe 2000,  Roumanie
- 5e place au Championnat d'Europe 2004,  Hongrie
- 4e place au Championnat d'Europe 2006,  Suède
- 4e place au Championnat d'Europe 2008,  Macédoine

### Distinctions individuelles
Distinctions générales
- Nommée au temple de la renommée de la Fédération européenne de handball en 2023[2]
- Record de sélections en équipe d'Allemagne avec 306 matchs disputés
- Record de buts marqués en équipe d'Allemagne avec 1 581 réalisations
- Élue meilleure handballeuse de l'année en Allemagne (5) : 1999, 2000, 2001, 2007, 2008

Distinctions générales
- Élue meilleure arrière droite du Championnat du monde (2) : 2005 et 2007
- Élue meilleure arrière droite du Championnat d'Europe  (2) : 2004 et 2008
- élue meilleure arrière droite du championnat du Danemark en 2005, 2007, 2008 et 2009[4]

Meilleure buteuse
- Meilleure buteuse du Championnat du monde (2) : 1999 (67 buts) et 2007 (85 buts)
- Record du plus grand nombre de buts marqués dans le champ (hors 7m) lors d'un championnat du monde avec 76 buts marqués en 2007
- Meilleure buteuse de la Ligue des champions en 2008/2009
- Meilleure buteuse du Championnat du Danemark 2008/2009